# Sellades
Sellades  este un oraș în Grecia în prefectura Arta.